# Rancho Alegre, Tecpatán
Rancho Alegre är en ort i Mexiko.   Den ligger i kommunen Tecpatán och delstaten Chiapas, i den sydöstra delen av landet, 600 km öster om huvudstaden Mexico City. Rancho Alegre ligger 234 meter över havet och antalet invånare är 106.
Terrängen runt Rancho Alegre är kuperad. Runt Rancho Alegre är det ganska glesbefolkat, med 42 invånare per kvadratkilometer. Närmaste större samhälle är Ostuacán, 13,9 km nordost om Rancho Alegre. I omgivningarna runt Rancho Alegre växer huvudsakligen savannskog.